# Теорема Микеля

Рисунок, показывающий три окружности, проходящие через вершины треугольника ABC и точки A´, B´ и C´, лежащие на смежных сторонах треугольника и пересекающиеся в общей точке M.

Теорема Микеля для различных треугольников

Теорема Микеля — утверждение в планиметрии, связанное с пересечением трёх окружностей, построенных вокруг вершин треугольника. Названа в честь французского математика Огюста Микеля. Эта теорема — один из нескольких результатов, касающийся окружностей в геометрии, полученный Микеле и опубликованных им в Journal de mathématiques pures et appliquées.

## Формулировка
Пусть {\displaystyle ABC} — треугольник с произвольными точками {\displaystyle A'}, {\displaystyle B'} и {\displaystyle C'} соответственно на сторонах {\displaystyle BC}, {\displaystyle AC} и {\displaystyle AB} (или на их продолжениях). Опишем три окружности около треугольников {\displaystyle AB'C'}, {\displaystyle A'BC'}, и {\displaystyle A'B'C.} Теорема Микеля утверждает, что эти три окружности пересекутся в одной точке {\displaystyle M}, называемой точкой Микеля. Более того, будут равны друг другу три угла {\displaystyle \angle MA'B,\angle MB'C,\angle MC'A} (отмечены на рисунке).

## Частный случай
Если точка Микеля — центр описанной окружности треугольника, а диаметры трех окружностей Микеля равны радиусу описанной окружности треугольника, и каждая из трех окружностей Микеля проходит через общую для них точку — центр описанной окружности, а также через две проекции этого центра на стороны треугольника и через одну из трех вершин, тогда радиусы трех окружностей Микеля одинаковы.